# Lispe pacifica
Lispe pacifica este o specie de muște din genul Lispe, familia Muscidae, descrisă de Shinonaga și Adrian C. Pont în anul 1992. Conform Catalogue of Life specia Lispe pacifica nu are subspecii cunoscute.